# حسن موسى
حسن موسي فنان تشكيلي سوداني مواليد النهود 1951 ويعد من أهم الفنانين التشكيليين الأفارقة المعاصرين .

## تعليمه
تخرج من كلية الفنون الجميلة جامعة السودان للعلوم والتكنلوجيا في عام 1974 قسم التلوين، حاصل علي درجة الدكتوراة من جامعة مونبلييه الفرنسية عام 1990 تحت عنوان "التحوّل في المراجع الثقافية عند أهل السودان الأوسط خلال مثال الفنون التشكيلية المعاصرة". حصل علي شهادة الكفاءة في تدريس الفنون في المدارس الفرنسية.

## أعماله
عادة ما يستخدم الطباعة على القماش في لوحات كبيرة وتتميز بعضها بمزج الكلاسيكيات الغربية المعاصرة كما له أعمال في الخط العربي.
عمل في تلفزيون السودان في قسم الديكوركرسام، كما قام برسم عدد من الرسوم التصويرية لكتب اطفال.

## مؤلفاتة
قاموس فرنسي إنجليزي كله بالعربي
حكايات الخطاطين والسلاطين

## معارض
1. 1977 FESTAC ، لاغوس ، نيجيريا
2. 1985 الجامعة المجرية للفنون الجميلة ، بودابست، المجر
3. 1993 بينالي الشارقة الإمارات العربية المتحدة
4. 1993 متحف مكتبة أندريه بيير بينوا، «الس» ، فرنسا
5. 1995 جاليري وايت تشابل ، لندن، المملكة المتحدة
6. 1996 مالمو كونستال ،، السويد
7. 1997 بينالي البندقية ، والبندقية، إيطاليا
8. 1998 هربرت ف. جونسون متحف الفن ، إيثاكا ، نيويورك
9. 2003 معهد العالم العربي ، باريس، فرنسا
10. 2004 نيويورك متحف الفن الإفريقي ، مدينة نيويورك، الولايات المتحدة الأمريكية
11. 2004 بيبودي متحف إسيكس، سالم، الولايات المتحدة الأمريكية
12. 2004 متحف الفنون بالاست ، دوسلدورف، ألمانيا
13. 2005 برشلونة مركز دي CULTURA Contemporània دي برشلونة ، برشلونة، إسبانيا
14. 2005 مركز جورج بومبيدو ، باريس، فرنسا
15. 2006 متحف الشتات الأفريقي ، سان فرانسيسكو، الولايات المتحدة الأمريكية
16. 2006 موري متحف الفن ، طوكيو، اليابان
17. 2006 وهيوارد ، لندن ، المملكة المتحدة
18. 2007 جوهانسبرغ معرض الفنون ، جوهانسبرغ، جنوب أفريقيا
19. 2008 متحف كوت IXELLES ، بروكسل، بلجيكا
20. 2008 متحف هود للفنون ، نيو هامبشير ، الولايات المتحدة الأمريكية
21. 2009 سان دييغو متحف الفن ، سان دييغو، الولايات المتحدة الأمريكية
22. 2011 كل ثلاث سنوات نسجية معاصرة فنون تورناي ، بلجيكا
23. 2011 قصر متحف اته ، بلجيكا

## روابط خارجية
حسن موسى سودان آرتيست جاليري
الموقع الرسمي للفنان حسن موسي
لقاء مع الفنان حسن موسي